# Brunnen am Milchmarkt

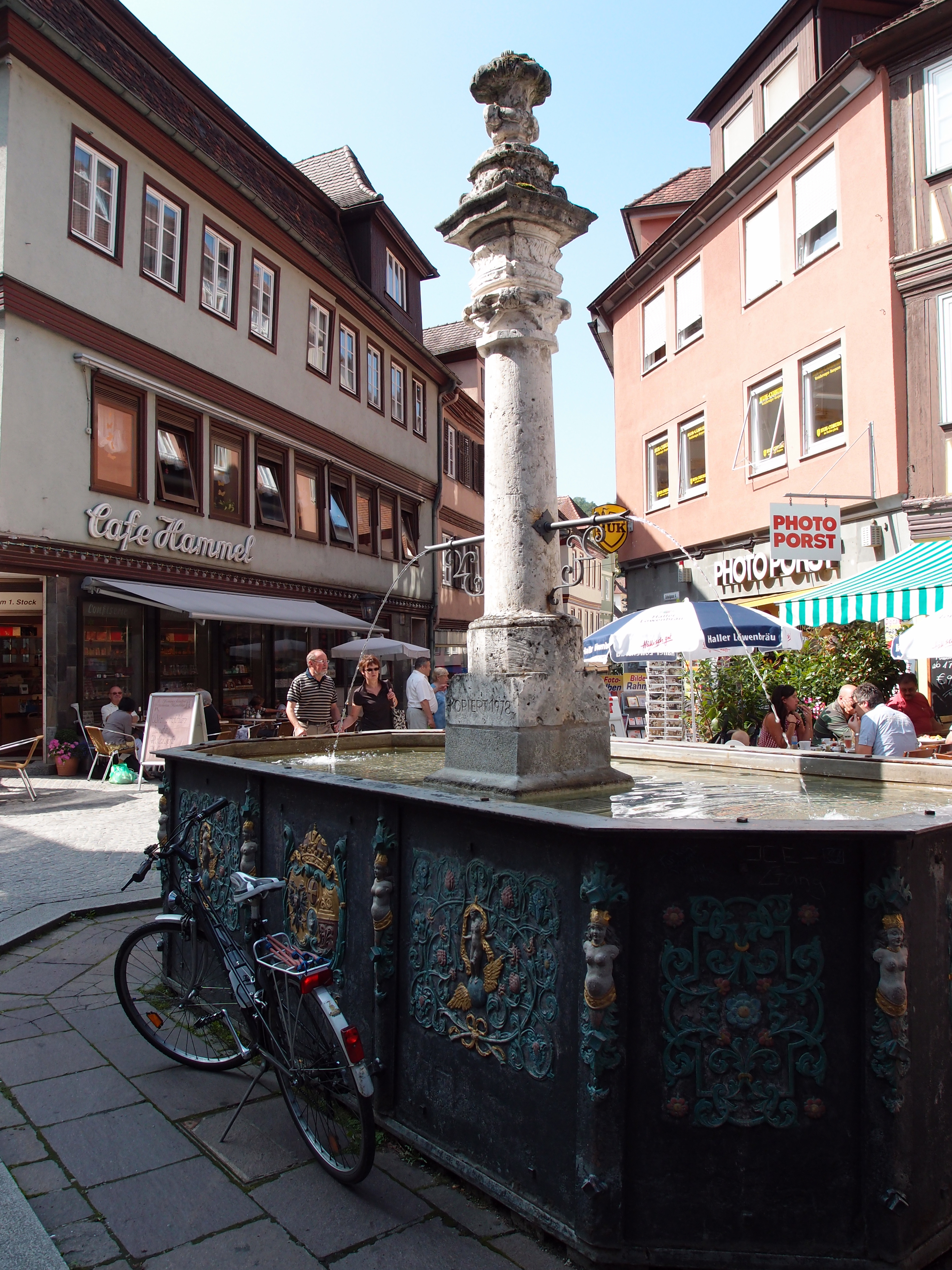
Brunnen am Milchmarkt

Der Brunnen am Milchmarkt, ehemals Mühlmarkt, in Schwäbisch Hall stammt aus dem 18. Jahrhundert.

## Beschreibung
Der auf 1756 datierte Brunnen besitzt einen achteckigen Trog aus Gusseisen, der mit Ornamenten und Wappen geschmückt ist. Die Brunnensäule aus Treuchtlinger Marmor trägt eine Vase aus dem 20. Jahrhundert. Nach einer Beschädigung im Jahr 2012 musste die Brunnensäule restauriert werden.
Eugen Gradmann bezeichnete einen 1515 erneuerten Brunnen auf dem Milchmarkt 1907 als nicht mehr erhalten. Diese Brunnenerneuerung im 16. Jahrhundert dürfte ein Werk Konrad Schallers gewesen sein.